# Kotaro Tachikawa
Kotaro Tachikawa (立川 小太郎 Tachikawa Kotarō?, nacido el 4 de enero de 1997 en Wakayama) es un futbolista japonés que juega como guardameta en el Shonan Bellmare.
En 2019 se unió al AC Nagano Parceiro de la J3 League.

## Trayectoria

### Clubes
| Club               | País  | Año       |
| ------------------ | ----- | --------- |
| AC Nagano Parceiro | Japón | 2019-2020 |
| Shonan Bellmare    | Japón | 2021-     |

## Estadística de carrera

### J. League
| Club               | Año   | J. League | J. League | Copa J. League | Copa J. League | Total | Total |
| Club               | Año   | Part.     | Goles     | Part.          | Goles          | Part. | Goles |
| ------------------ | ----- | --------- | --------- | -------------- | -------------- | ----- | ----- |
| AC Nagano Parceiro | 2019  | 5         | 0         | -              | -              | 5     | 0     |
| Total              | Total | 5         | 0         | 0              | 0              | 5     | 0     |